# سیارک ۶۶۶۷
سیارک ۶۶۶۷ (به انگلیسی: 6667 Sannaimura، نامگذاری:1994EK2) شش هزار و ششصد و شصت و هفتمین سیارک کشف شده‌است که در ۱۴ مارس ۱۹۹۴ کشف شد.
قدر مطلق سیارک برابر ۳۰.۹ است.